# Gare de Gevrey-Chambertin
Gare de Gevrey-Chambertin – przystanek kolejowy w Gevrey-Chambertin, w departamencie Côte-d’Or, w regionie Burgundia-Franche-Comté, we Francji.
Jest przystankiem kolejowym Société nationale des chemins de fer français (SNCF) obsługiwanym przez TER Bourgogne.